# Johan Norberg
Johan Norberg (født 27. august 1973) er svensk forfatter, idehistoriker og debattør.
Johan Norberg arbejder for liberalisme, kapitalisme og globalisering. Han er forfatter til bogen Till världskapitalismens försvar (2001), som er blevet oversat til flere sprog og fik en britisk dokumentarfilm om samme tema som opfølgning.
Norberg er siden begyndelsen af 2006 Senior Fellow ved den europæiske tænketank Centre for the New Europe. Han driver desuden en af Sveriges førende politiske blogge, som i 2005 blev valg som "Sveriges bästa" af tidskriftet Internetworlds læsere. Norberg arbejdede for tænketanken Timbro i perioden 1999 – 2005. 
Johan Norberg er født på Södermalm i Stockholm og opvoksede i Vällingby. Han er søn af den tidligere rigsarkivar Erik Norberg. Norbergs politiske engagement startede med nogle venner i sit eget parti Anarkistisk Front. Han forlod dog snart anarkismen og blev i stedet liberal. I perioden 1992 – 1999 studerede han ved Stockholms universitet, bl.a. filosofi, litteraturvidenskab og statsvidenskab. Han tog en fil.mag. i idehistorie i 1999. I studietiden var han aktiv i det nyliberale netværk Frihetsfronten. Han var blandt andet redaktør for dets tidsskrift Nyliberalen 1993 – 1997. 
Norberg blev i 1997 kontaktet af tænketanken Timbro, som bad ham skrive en bog om den svenske forfatter Vilhelm Moberg, som Norberg tidligere havde skrevet om flere gange. Bogen, Motståndsmannen Vilhelm Moberg, solgte godt og startede en stor Moberg-debat. Han blev herefter tilbudt at skrive en ny bog, Den svenska liberalismens historia (1998), som handler om liberale ideer og foregangspersoner i Sveriges historie. Også denne bog fik succes, og han blev året efter, i 1999, ansat ved Timbro, hvor han i begyndelsen arbejdede som redaktionssekretær for nettidsskriftet Smedjan.com. I november 1999 startede han globaliseringsportalen Frihandel.nu. Da globaliseringsdebatten tog fart var han efterfølgende meget aktiv i denne. 
I maj 2001 udgav han bogen Till världskapitalismens försvar, hvor han samler sine argumenter for globalisering og markedsøkonomi. Bogen fik også udenlandsk opmærksomhed og blev oversat til flere sprog. Den modtog i 2002 udmærkelsen Antony Fisher International Memorial Award fra den amerikanske Atlas Foundation. I 2003 fik Norberg af den britiske Tv-kanal Channel 4 til opgave at forestå indspilningen af en dokumentarfilm Globalisation is Good, som skildrer globaliseringen i Asien, Afrika og Europa.
I maj 2006 udkom När människan skapade världen, som handler om den industrielle revolution og kapitalismens gennembrud i 1800-tallet. 

## Priser og udmærkelser
- 2002 – Sir Antony Fisher International Memorial Award (Atlas Foundation), för boken Till världskapitalismens försvar.
- 2002 – Sture Lindmark-stiftelsens pris.
- 2003 – Friedrich Hayek-stiftelsens guldmedalje. Prisen blev delt med Margaret Thatcher og Ottmar Issing.